# 田所村
田所村（たどころむら）は、島根県邑智郡にあった村。現在の邑智郡邑南町の一部にあたる。

## 地理
- 河川：出羽川[1]、亀谷川[2]、井原川[3]

## 歴史
- 1889年（明治22年）4月1日、町村制の施行により、邑智郡下田所村、上田所村、上亀谷村、下亀谷村、鱒淵村が合併して村制施行し、田所村が発足[4][5]。
- 1955年（昭和30年）4月15日、邑智郡高原村、出羽村と合併し、出羽村が存続して廃止された[4][5]。

### 地名の由来
水田が多いことから。